# Meral Akşener
Meral Akşener (ur. 18 lipca 1956 w İzmicie) – turecka polityczka, historyczka i nauczycielka akademicka, deputowana, minister spraw wewnętrznych w latach 1996–1997, kandydatka w wyborach prezydenckich, założycielka i przewodnicząca Dobrej Partii (İYİ).

## Życiorys
Ukończyła w 1979 studia historyczne na Uniwersytecie Stambulskim. Magisterium i doktorat uzyskała w instytucie nauk społecznych na Uniwersytecie Marmara w Stambule. Pracowała jako nauczycielka akademicka na tej uczelni, a także na Yıldız Teknik Üniversitesi i Kocaeli Üniversitesi, na którym kierowała katedrą historii rewolucji.
Zaangażowała się w działalność polityczną w ramach Partii Słusznej Drogi (DYP). Objęła funkcję przewodniczącej jej organizacji kobiecej. Z ramienia DYP w 1995 i 1999 była wybierana na posłankę do Wielkiego Zgromadzenia Narodowego Turcji. Od 8 listopada 1996 do 30 czerwca 1997 sprawowała funkcję ministra spraw wewnętrznych, będąc pierwszą kobietą na tym stanowisku.
W 2001 odeszła z DYP; początkowo zamierzała dołączyć do nowej formacji tworzonej przez Abdullaha Güla i Recepa Tayyipa Erdoğana. Zrezygnowała jednak z tych planów, po czym przystąpiła do nacjonalistycznej Partii Narodowego Działania (MHP). Lider tej formacji Devlet Bahçeli powołał ją na swojego głównego doradcę do spraw politycznych. W 2002 Meral Akşener znalazła się poza parlamentem. Powróciła do niego jednak w 2007, mandat utrzymywała także w wyniku wyborów z 2011 oraz z czerwca 2015. Pełniła funkcję wiceprzewodniczącej Wielkiego Zgromadzenia Narodowego Turcji.
Nie znalazła się na listach wyborczych MHP w przedterminowych wyborach z listopada 2015. Jej ugrupowanie utraciło wówczas znaczną część głosów, Meral Akşener zażądała wówczas przeprowadzenia nadzwyczajnego kongresu. Ostatecznie w 2016 sama została wykluczona z szeregów partii. W 2017 wzywała do odrzucenia w referendum konstytucyjnym zmian w ustroju państwa promowanych przez środowisko prezydenta Recepa Tayyipa Erdoğana. W październiku tego samego roku ogłosiła powstanie nowej centroprawicowej formacji pod nazwą Dobra Partia, której została przewodniczącą. W czerwcu 2018 kandydowała w wyborach prezydenckich, w pierwszej turze głosowania zajęła 4. miejsce wśród 6 kandydatów z wynikiem 7,3% głosów.
W 2024 na funkcji przewodniczącego Dobrej Partii zastąpił ją Müsavat Dervişoğlu.

## Życie prywatne
Mężatka, ma jedno dziecko.